# En el nombre del hijo
En el nombre del hijo (título original: Some Mother´s Son) es una película angloirlandesa de 1996 dirigida por Terry George y protagonizada por Helen Mirren.

## Argumento
La película se sitúa en la sociedad norirlandesa durante el gobierno inglés de Margaret Thatcher y que está plagada por la represión y el terrorismo de Estado del gobierno inglés a los norirlandeses anticolonialistas y católicos en ese lugar. Es una época, donde el gobierno británico busca quebrar al IRA por todos los medios a su disposición.  En esa época dos jóvenes revolucionarios Frank (David O'Hara) y Gerard (Aidan Gillen), han sido arrestados y acusados de cometer varias acciones armadas bajo el nombre del IRA. Son encerrados por ello. En la cárcel ellos se niegan a seguir el reglamento del resto de los presidiarios porque se consideran presos políticos.
Aun así los presionan tanto a ellos como a los demás que son como ellos para que lo sigan, lo que lleva a una huelga de hambre de esos presos bajo el liderazgo de Bobby Sands. Mientras que las acciones revolucionarias del IRA y la represión del gobierno de Gran Bretaña escalan, las dos madres de los jóvenes y de los demás tratan de salvar a sus hijos por todos los medios disponibles, mientras que en la cárcel empiezan a morir los luchadores del ira involucrados en esa huelga de hambre, entre ellos Bobby Sands.

## Reparto
- Helen Mirren - Kathleen Quigley
- Fionnula Flanagan - Annie Higgins
- Aidan Gillen - Gerard Quigley
- David O'Hara - Frank Higgins
- John Lynch - Bobby Sands
- Tom Hollander - Farnsworth
- Tim Woodward - Harrington
- Ciarán Hinds - Danny Boyle
- Geraldine O'Rawe - Alice Quigley
- Gerard McSorley - Padre Daly

## Comentarios
Basada en unos hechos reales ocurridos en 1981 en una prisión británica por una parte del IRA, Bobby Sands, la película se centra en la perspectiva de la madre de estos presos.

## Recepción
La película se estrenó por primera vez en Toronto el 9 de septiembre de 1996 y se estrenó en España el 17 de septiembre de 1996. Según Sensacine, la película, sin enfatizar el melodrama con una puesta en escena sencilla y directa y unas interpretaciones excelentes por parte de las dos actrices, nos sitúa ante una narración abierta y que cada espectador debe interpretar para, al final, sacar sus conclusiones gracias a que no hay manipulación alguna sobre los sucesos.

## Premios
- Festival de San Sebastián (1996): 2 Premios
- Premios Europa: Un Premio (1996): Un Premio
- Festival De Cannes (1996): Una Nominación
- Festival Europe de Primer Cine (1997): Un Premio